# زیبایی و یک تپش
«زیبایی و یک تپش» (به انگلیسی: Beauty and a Beat) نام سومین تک‌آهنگ از سومین آلبوم استودیویی جاستین بیبر به نام باور است. قطعه ترانه اضافه‌ای نیز توسط نیکی میناژ نوشته و به متن ترانه افزوده شده و همچنین وی در اجرای این ترانه جاستین را همراهی کرده‌است.